# MelaVite
A MelaVite (gyakran Melavite vagy csak Melavit) egy folyékony takarmánykiegészítő család. Legfőbb alapanyaga a cukorrépa melasz, mely a cukorgyártás folyamán keletkező értékes, magas cukortartalmú melléktermék.

## Története
Magyarországon a cukorgyártás meghonosodását követően hamar megjelent a melasz takarmányozási célú hasznosítása. 1998-ban a Kabai cukorgyár, a termelése során keletkezett évi közel 30,000 tonna melaszra alapozva, egy új folyékony takarmánykiegészítőt fejlesztett ki és kezdett forgalmazni Melafer N néven. A gyár új tulajdonos általi, 2006-os bezárását követően sem szűnt meg a forgalmazása, a volt takarmány üzem (MelaFeed) feladatát egy önálló vállalkozás vitte tovább. Az ezt követő folyamatos kutatás-fejlesztés eredménye a ma is ismert MelaVite.

## Jelentősége
A költséghatékony modern takarmányozásban egyre nagyobb szerephez jutnak a takarmánykiegészítők. A szigorú előírások és a gyorsan változó takarmányárak könnyen veszélyeztethetik az állattartás jövedelmezőségét. A MelaVite család különböző tagjait kérődző állatfajok, sertés- és lótenyésztés esetén is használják.

## Összetevői
A MelaVite takarmánykiegészítők a melasz magas és kiválóan hasznosuló cukor-, ásványi anyag- és betain tartalmán túl, a különféle adalékanyagoknak köszönhetően igen sokrétű megoldásokat tudnak nyújtani. 
A fokozott energiaigény kielégítésére a glicerint tartalmazó változatait használják, főleg az ellés után, illetve a laktáció során gyakran jelentkező energiahiány pótlására. A propilén-glikol felhasználásával nem csak magas energia, de a vérplazma optimális glükóz- és inzulin szintje is biztosítható. A takarmányozásban azonban az energiatartalomnak nem csak a bevitt mennyisége, hanem hasznosulásának időbelisége is fontos tényező. Ezért a kukoricából készült cukorszirup, mint gyorsan hasznosuló glükóz és fruktóz forrás, segítségével folyamatos, az emésztés során egyenletes energiaszint valósítható meg.
A fehérjedeficites kérődzők számára a takarmánykarbamid tartalmú MelaVite-tal való kiegészítés terjedt el. Emellett élesztőgyártásból származó melléktermékek, valamint a cukorgyártás során keletkező, magas fehérjetartalmú vinasz is megtalálható benne.
Savak – mint pl. a propionsav, szorbinsav – hozzáadásával a MelaVite képes a takarmány másodlagos erjedésének lassítására, ezzel csökkentve a takarmányveszteséget és ezen keresztül a termelés környezetterhelését.

## Alkalmazása
A MelaVite egyik fő tulajdonsága, hogy könnyen a felhasználói igényekhez igazítható. Az összetevők arányának változtatásával számos, különböző beltartalmú variáció biztosítható. A melasz hidegebb időben való dermedésének problémája is kiküszöbölhető. Különféle kiszerelésekben is elérhető (pl. IBC konténer), így a nagyüzemi termelés mellett a családi gazdaságokban is alkalmazható.